# Bolivaritettix lativertex
Bolivaritettix lativertex är en insektsart som först beskrevs av Brunner von Wattenwyl 1893.  Bolivaritettix lativertex ingår i släktet Bolivaritettix och familjen torngräshoppor. Inga underarter finns listade i Catalogue of Life.